# 大山田コミュニティバス
大山田コミュニティバス（おおやまだコミュニティバス）は、三重県伊賀市の旧大山田村を運行するコミュニティバスである。「どんぐり号」の愛称が付いている。

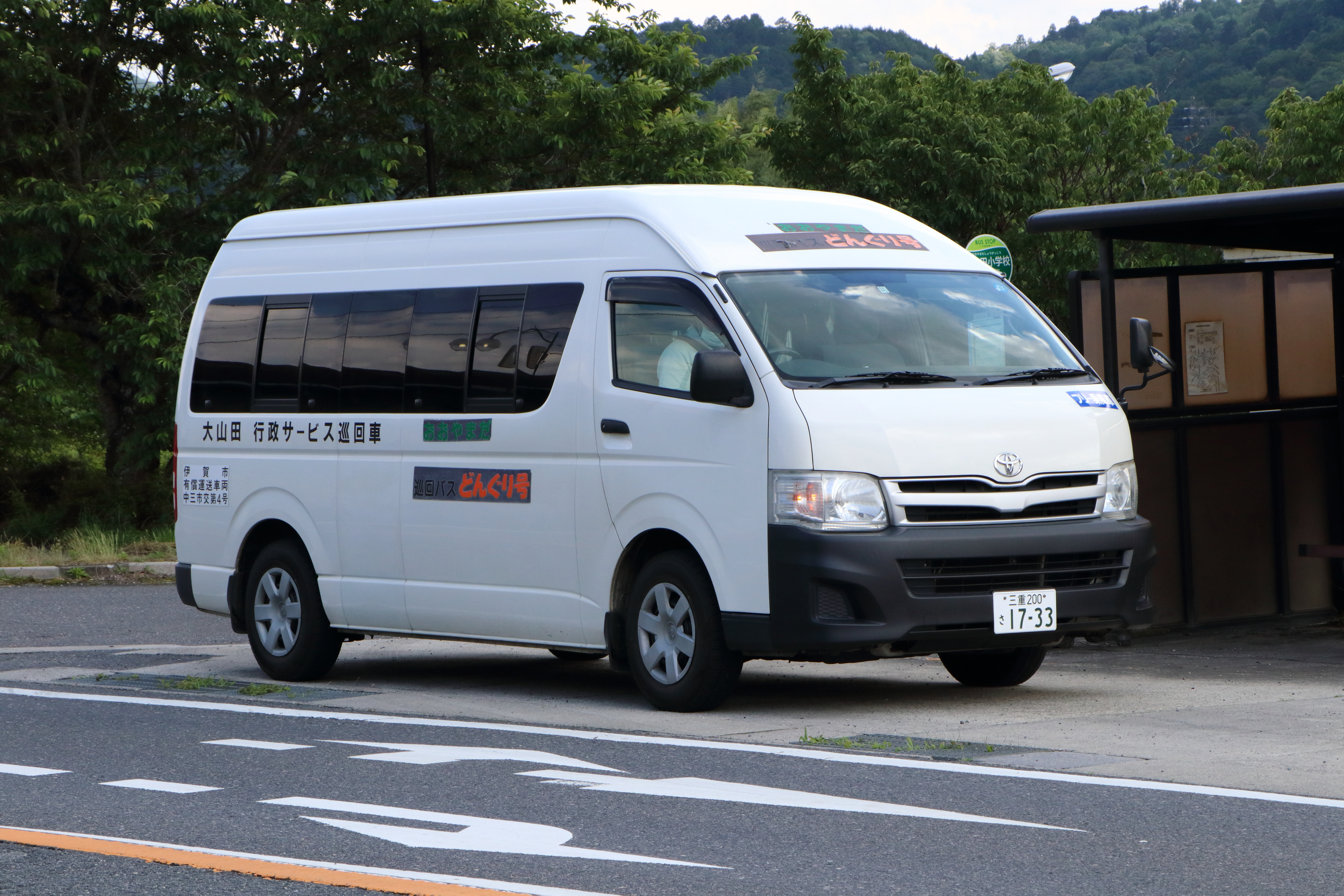
大沢線　アニーズ付近

## 歴史
- 2004年（平成16年）4月1日：運行開始。

## 運賃
- 大人200円、小児（小学生）100円。

※全区間共通。未就学児（幼児・乳児）は無料、障がい者は半額。

## 路線
各路線とも土曜・日曜・祝日と年末年始（12月29日 - 翌年1月3日）はすべて運休する。

### 坂下線
- 大山田支所前（ - アニーズ前） - 広瀬口 - 広瀬 - 山神橋 - 坂下（）（ - 滝）

※1日に3往復（滝発着：2往復、坂下発着：1往復）のみ運行。なお、大山田支所前を早朝（6時台）に発車する便は「アニーズ前」を通過する。

### 大沢線
- 大山田支所前 - アニーズ前 - 大山田小学校前 - 畑村東 - 千戸東 - 大沢西 - 千戸バス停 - 東出 - 畑村東 - 大山田小学校前 - アニーズ前 - 大山田支所前

※「大沢西」先回りは午前に1便、「大沢西」後回りは午後に2便をそれぞれ運行。

### 虹ヶ丘線
- 大山田支所前 - アニーズ前 - 畑村東 - 大山田小学校前 - 三軒家 - 虹ヶ丘 - 奥甲野 - 三軒家 - 大山田小学校前 - 畑村東 - アニーズ前 - 大山田支所前

※朝に1便、夕方に2便のみ運行。

## 車両
- トヨタ・ハイエース